# Đuk đik
Đuk đik là nhạc cụ của người Giẻ Triêng. Nó là một ống tre dài 64 cm, đường kính 8 cm với đầu này có mấu kín, còn đầu kia được vát bớt để làm tay cầm và tạo âm theo cao độ mà người thiết kế mong muốn.
Đuk đik là nhạc cụ không thể thiếu trong ba dàn cồng (dàn chiêng đinh) của người Giẻ Triêng. Cái tên của nó xuất phát từ ngôn ngữ của dân tộc này. Theo quy định, cao độ của đuk đik phải bằng cao độ của chiếc cồng có nốt cao nhất trong bộ ba dàn cồng. Cồng này có tên gọi là kon preh.